# Hardt (Engelskirchen)
Hardt ist ein Ortsteil der Gemeinde Engelskirchen im Oberbergischen Kreis in Nordrhein-Westfalen in Deutschland.

## Lage und Beschreibung
Der Ort liegt rund ein Kilometer östlich von Engelskirchen südlich der Agger sowie der Bundesstraße 55.

## Erstnennung
1483 wurde der Ort das erste Mal urkundlich erwähnt, und zwar in einer Abrechnung des Fronhofes Lindlar.
Schreibweise der Erstnennung: Hart

## Einordnung als Ortsteil
Engelskirchen-Hardt ist ein ruhiges und begehrtes Wohngebiet. Hier haben sich viele Künstler, Lehrer und Industrielle angesiedelt.

## Kultur und Sehenswürdigkeiten

### Vereinswesen
- Bürgerverein Hardt
- Männergesangverein Hardt

## Kirchen und Moscheen
Der Ortsteil beherbergt ein christliches und ein islamisches Gotteshaus. Die katholische Kirche trägt den Namen Heilige Familie, verfügt über ein zweistimmiges Geläut sowie eine Orgel von Ernst Weyland aus Opladen (von 1979). Die Kirche wurde nach Plänen des Kölner Architekten Gerhard Derda erbaut, 1965 erfolgte die Grundsteinlegung, 1968 die Weihe. Die qualitätvollen Betonglasfenster entwarf Maximilian Bartosz, Konstanz.
Im August 2007 eröffnete der türkisch-islamische Kulturverein eine neue Moschee an der B55.

## Bus und Bahnverbindungen

### Linienbus
Haltestelle: Engelskirchen-Hardt, Engelskirchen-Gymnasium
- 310 Overath – Engelskirchen (OVAG)

## Schulen
- Aggertal-Gymnasium Engelskirchen

Der Ortsteil hatte bis vor einigen Jahren eine Grundschule, gegenüber der katholischen Kirche Hl. Familie.